# Leptopsilopa mutabilis
Leptopsilopa mutabilis är en tvåvingeart som beskrevs av Cresson 1925. Leptopsilopa mutabilis ingår i släktet Leptopsilopa och familjen vattenflugor. Inga underarter finns listade i Catalogue of Life.